# Лекарски, Асен
Асен Георгиев Лекарски (болг. Асен Георгиев Лекарски; 12 мая 1901 — 2 сентября 1952, Варна) — болгарский фехтовальщик-саблист. Участник летних Олимпийских игр 1928 года.

## Биография
Асен Лекарски родился 12 мая 1901 года.
В 1928 году вошёл в состав сборной Болгарии на летних Олимпийских играх в Амстердаме. В личном турнире саблистов занял в четвертьфинальной группе последнее, 6-е место, проиграв все 5 поединков: Шандору Гомбошу из Венгрии — 2:5, Артуро де Векки из Италии — 0:5, Денису Долечко из Румынии — 2:5, Эдуару Иву из Бельгии — 2:5, Томасу Гойоаге из Чили — 3:5.
Умер 2 сентября 1952 года в болгарском городе Варна. Похоронен на Центральном кладбище Софии.

## Память
На международном турнире по фехтованию на саблях «Аспарухов меч» лучшему болгарскому участнику вручается индивидуальная награда «Асен Лекарски».

## Семья
Старший брат — Крум Лекарски (1898—1981), болгарский конник. Участник летних Олимпийских игр 1924, 1928, 1956 и 1960 годов.
Невестка — Надежда Лекарска (1916—2008), болгарский спортивный функционер, олимпийский атташе Болгарии в 1956—1978 годах, дважды кавалер Олимпийского ордена.